# The Sugarcubes
The Sugarcubes — исландский музыкальный коллектив, возникший летом 1986 года по инициативе нескольких участников Kukl. Самым известным участником группы была вокалистка Бьорк.
Исландское название коллектива — Sykurmolarnir (кубики сахара, именно в такому виде - нанесением капли раствора LSD на кусочки сахара и начинал распространение этот психоделик в США в 60-х годах, до появления "марок"), впрочем группа более известна под английским названием The Sugarcubes.
Первый сингл «Ammæli» (существует также английская версия «Birthday») стал хитом в Великобритании, а также получил определённое признание в США. Вскоре появились предложения от лейблов, среди которых музыканты выбрали One Little Indian и в 1988 году выпустили на нём дебютный альбом Life’s Too Good, получивший известность за рубежом. Sugarcubes стали первой исландской группой, получившей такую славу.
Между тем, Бьорк приняла участие в нескольких других проектах, в частности с би-боповой группой Trio Guðmundar Ingólfssonar выпустили в Исландии альбом Gling-Gló, который утвердил основные исландские джазовые стандарты; она также приняла участие в записи диска группы 808 State. В коллективе нарастало напряжение между Бьорк и Эйнаром Эрном, и в сентябре 1992 года группа распалась, а Бьорк начала сольную карьеру.

## Участники
- Бьорк (Björk Guðmundsdóttir) — вокал, клавишные
- Эйнар Эрн Бенедиктссон (Einar Örn Benediktsson) — вокал, труба, флюгельгорн
- Сигтрюггур Балдурссон (Sigtryggur "Siggi" Baldursson) — ударные
- Тор Элдон (Þór Eldon) — гитара
- Браги Олафссон (Bragi Ólafsson) — бас-гитара
- Маргрет Ернолфсдоттир (Margrét "Magga" Örnólfsdóttir) — клавишные (с 1989)
- Эйнар Мелакс (Einar Melax) — клавишные (1987—1989), его заменила Маргрет Ернолфсдоттир
- Фридрик Ерлингссон (Fridrik Erlingsson) — гитара, покинул группу в период выпуска первого альбома

## Дискография
- 1988 — Life's Too Good
- 1989 — Here Today, Tomorrow Next Week!
- 1992 — Stick Around for Joy
- It's-It (1992) — альбом ремиксов
- The Great Crossover Potential (1998) — сборник лучших хитов